# 具稃贵州狗尾草
具稃贵州狗尾草（学名：Setaria guizhouensis var. paleata）为禾本科狗尾草属下的一个变种。